# Kanton La Maná
Der Kanton La Maná befindet sich in der Provinz Cotopaxi nordzentral in Ecuador. Er besitzt eine Fläche von 656 km². Im Jahr 2022 lag die Einwohnerzahl bei rund 53.800. Verwaltungssitz des Kantons ist die Stadt La Maná mit etwa 23.775 Einwohnern (Stand 2010). Der Kanton La Maná wurde am 19. Mai 1986 eingerichtet.

## Lage
Der Kanton La Maná befindet sich im Südwesten der Provinz Cotopaxi. Das Gebiet liegt an der Westflanke der Cordillera Occidental. Es reicht im Westen bis in das Tiefland. Das Gebiet liegt in Höhen zwischen 200 m und 1150 m. Die Fernstraße E30 (Latacunga–Quevedo) führt in westlicher Richtung durch den Kanton und passiert dabei den Hauptort La Maná.
Der Kanton La Maná grenzt im Osten an den Kanton Sigchos, im Südosten an den Kanton Pujilí, im Süden an den Kanton Pangua, im Westen an die Provinz Los Ríos sowie im äußersten Norden an die Provinz Santo Domingo de los Tsáchilas.

## Verwaltungsgliederung
Der Kanton La Maná ist in die Parroquias urbanas („städtisches Kirchspiel“)
- El Carmen
- El Triunfo
- La Maná

und in die Parroquias rurales („ländliches Kirchspiel“)
- Guasaganda
- Pucayacu

gegliedert.

## Geschichte
Entwicklung der Einwohnerzahl im Kanton La Maná bei landesweiten Volkszählungen zum jeweiligen Gebietsstand:
| Jahr                    | Einwohner | +/-    |
| ----------------------- | --------- | ------ |
| 1990                    | 20.733    | –      |
| 2001                    | 32.115    | 54,9 % |
| 2010                    | 42.216    | 31,5 % |
| 2022                    | 53.793    | 27,4 % |
| Datenherkunft: Wikidata |           |        |